# Jabal Ahmad al Baqir
Jebel Baggir este un munte la nord-est de Golful Aqaba din Iordania. În cartea sa din 1878 SSinai in Arabia and of Median, Charles Beke propune ca acesta să fie Muntele Biblic Sinai. Beke afirmă, de asemenea, că în apropiere de Jebel Ertowa este Muntele Horeb. Ambele sunt aproape de Wady Yutm.